# لیمان (دهانه)
لیمان یک دهانه برخوردی در ماه‌ است.

## دهانه‌های اقماری
این دهانه ۴ دهانه اقماری دارد.
| Lyman | عرض جغرافیایی | طول جغرافیایی | قطر          |
| ----- | ------------- | ------------- | ------------ |
| Q     | ۶۸.۶° S       | ۱۵۶.۷° E      | ۵۶.۰ کیلومتر |
| P     | ۶۷.۶° S       | ۱۵۸.۵° E      | ۱۴.۰ کیلومتر |
| T     | ۶۴.۱° S       | ۱۵۷.۷° E      | ۵۹.۰ کیلومتر |
| V     | ۶۲.۶° S       | ۱۵۴.۲° E      | ۳۷.۰ کیلومتر |